# Échauffement aérodynamique
L’échauffement aérodynamique (ou échauffement cinétique) est l’échauffement subi par un objet qui se déplace rapidement dans une atmosphère (ou qui fait l’objet d’essais dans une soufflerie ou une torche à plasma). Il peut se manifester sur les aéronefs en vol ainsi que sur les engins spatiaux et les météorites qui pénètrent dans l'atmosphère terrestre. La compréhension des processus régissant l'échauffement dynamique est nécessaire pour la maîtrise des technologies employées dans la conception des engins spatiaux destinés à revenir sur Terre et pour prévoir l'évolution des objets célestes dont la trajectoire les destine à pénétrer dans l'atmosphère terrestre.

## Physique du phénomène
Lorsqu'un objet se déplace à grande vitesse dans l’air (ou tout autre atmosphère), une partie de son énergie cinétique est convertie en chaleur par compression de l’air et par frottements visqueux entre la surface de l’objet et l’air. Les transferts thermiques au sein de la couche limite (d’une épaisseur de quelques μm à quelques cm) sont importants, car l’énergie cinétique y est transformée en énergie thermique sous l’effet de la dissipation visqueuse. L'échauffement et le transfert de chaleur qui en résultent dépendent de la densité de l'air (et donc de l'altitude), de la vitesse relative de l’objet par rapport à l’air, ainsi que des propriétés physiques de la surface de l'objet (capacité thermique massique, conductivité thermique, épaisseur), mais aussi de sa composition et de sa structure dans le cas où le matériau subit une ablation. 
L’échauffement aérodynamique augmente avec la vitesse de l’objet. Il est minimal aux vitesses subsoniques, mais devient suffisamment important aux vitesses supersoniques pour nécessiter des structures et des matériaux spécialement adaptés. Les frottements deviennent significatifs à partir de 100 km d'altitude ou moins, lorsque l'atmosphère devient assez dense. Les effets thermiques sont maximaux sur les bords d’attaque, mais l’ensemble de l’objet se réchauffe. Dans le cas d'un avion en vol de croisière, il atteint une température d’équilibre liée au rayonnement de la paroi, la conduction vers l'intérieur du matériau étant faible.

## Objets affectés
Les météoroïdes, les météorites et les véhicules spatiaux sont soumis à un échauffement aérodynamique important durant la phase de rentrée dans l’atmosphère. Les très grandes vitesses des objets naturels pouvant dépasser 15 km/s le gaz s'échauffe à plusieurs dizaines de milliers de degrés, entraînant un rayonnement qui devient le premier contributeur aux échanges d'énergie.
Les aéronefs et les missiles supersoniques et hypersoniques bien que soumis à moindre échauffement doivent cependant prendre en compte ce phénomène.  

### Aéronefs et missiles en vol subsoniques
Pour les vitesses inférieures à 1 000 km/h, l’échauffement aérodynamique dû au frottement de l'air sur les ailes des aéronefs reste faible et ne pose la plupart du temps aucun problème sérieux. Des essais sont néanmoins réalisés afin de s’assurer que les contraintes thermiques engendrées dans certaines conditions extrêmes (variation rapide de la température) sont bien supportées par la structure des avions ou des missiles.   

### Aéronefs et missiles en vol supersonique ou hypersonique

Température de surface sur le Concorde à Mach 2

Au-delà de 1 000 km/h, l’échauffement aérodynamique doit être pris en compte dans la conception des aéronefs et des missiles supersoniques et hypersoniques. L’échauffement aérodynamique peut nécessiter l’utilisation d’alliages métalliques hautes températures, l’addition d’un revêtement isolant à l’extérieur de l’aéronef, ou l’utilisation d’un matériau offrant une protection de type ablative.

En vitesse de croisière supersonique, sous l'effet de l’échauffement aérodynamique, la carlingue du Concorde s'allongeait par exemple de quelque 25 cm, son nez était porté à 127 °C et le bord d'attaque de ses ailes à quelque 100 °C. Pour y faire face, les ingénieurs ont développé des alliages d'aluminium capables de supporter ces températures sans déformation excessive ni perte des qualités mécaniques. Les vols hypersoniques sont soumis à des contraintes thermiques encore plus grandes. L’échauffement aérodynamique impose à ce type de vol des limites qui peuvent être modélisées.

### Véhicules spatiaux en rentrée dans l'atmosphère

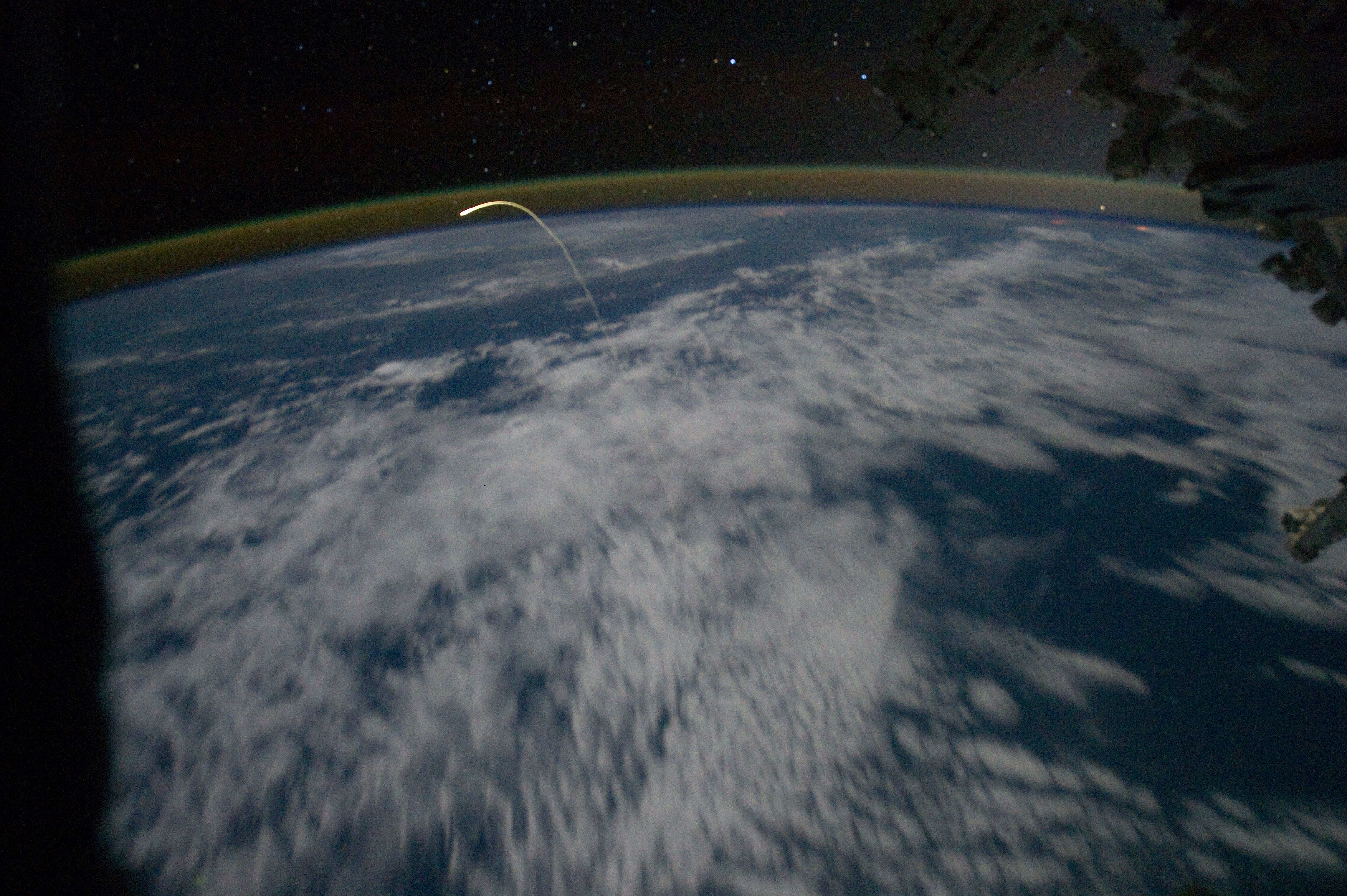
La navette spatiale Atlantis en phase de rentrée, vue de la Station spatiale internationale

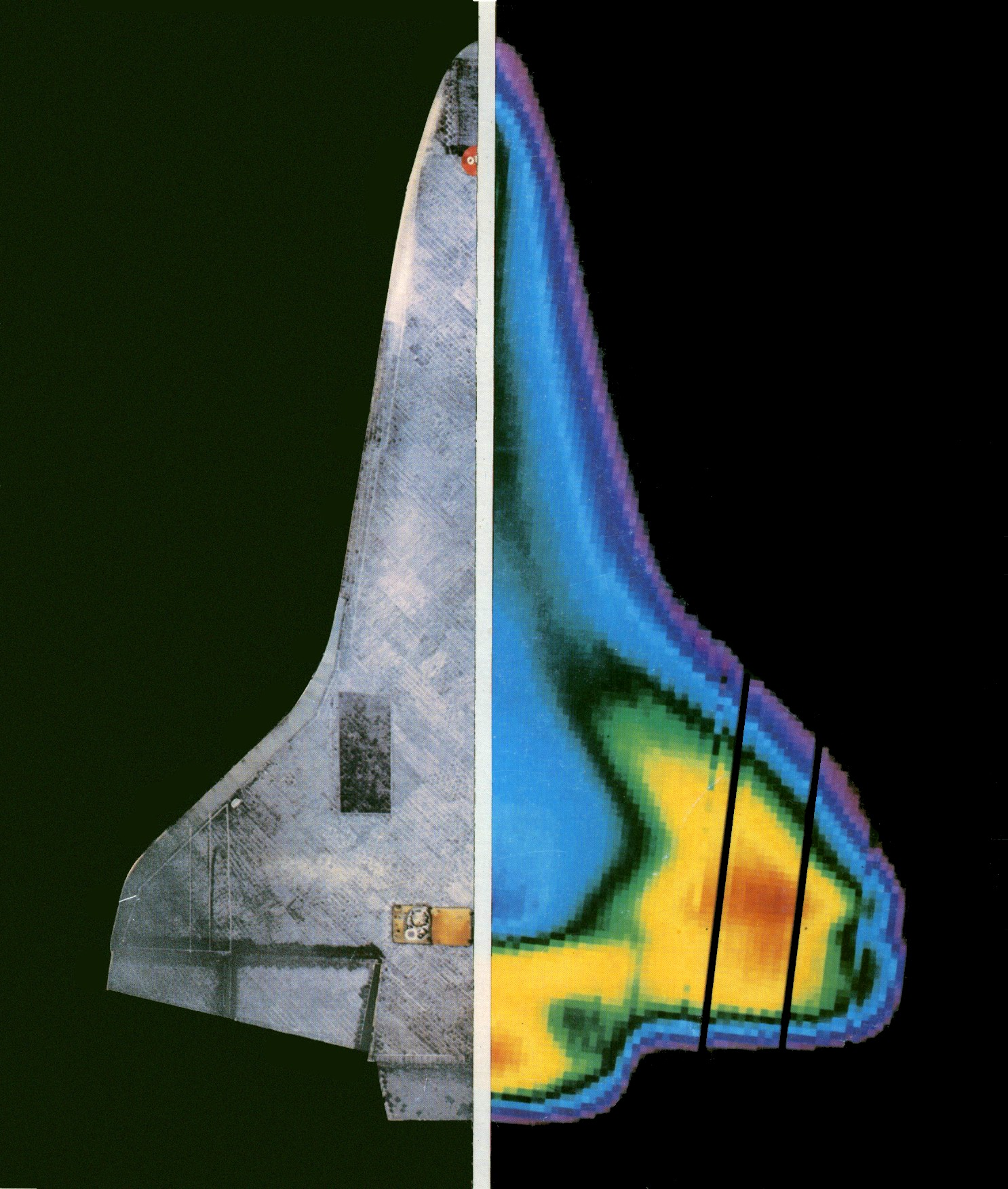
Température de surface de la navette spatiale en phase de rentrée (mesure IR)

Lors de leur rentrée dans l’atmosphère terrestre, les véhicules spatiaux ralentissent très fortement, passant d’une vitesse orbitale de l’ordre de 30 000 km/h (supérieure à Mach 20) à environ 300 km/h (soit un facteur 100) en moins de 5 minutes. C'est donc la quasi-totalité de l'énergie cinétique initiale qui est transférée au milieu traversé, dont une partie à l'objet. La chaleur générée par de telles décélérations est suffisante pour chauffer l’air à plusieurs milliers de degrés et nécessite l’utilisation de matériaux spécifiques.
Dès les premières missions dans l’espace, les capsules spatiales telles que celles utilisées pour les programmes Mercury, Gemini et Apollo doivent faire face au problème de l'échauffement aérodynamique. Les ingénieurs, exploitant la théorie mise au point par Harry Julian Allen, optent pour des profils arrondis qui contribuent à ralentir le véhicule et produisent une onde de choc détachée du véhicule. Ces profils permettent de dissiper la plus grande partie de la chaleur dans les filets d’air entourant le véhicule et de minimiser ainsi l’échauffement de sa structure. Les capsules étaient de plus recouvertes d’un matériau ablatif subissant des réactions chimiques : oxydation et sublimation. Avec l'énergie rayonnée par la paroi ces réactions provoquent l'éjection de gaz qui s'opposent à l'échauffement. Le matériau est érodé mais évacue la plus grande grande partie de l’énergie thermique générée par l’échauffement aérodynamique. La surface du bouclier thermique de la capsule Mercury était ainsi recouverte d’un revêtement multicouche composé d’aluminium et de fibre de verre. À partir de 1 100 °C (1 400 K), le matériau disparaît progressivement en évacuant la chaleur. Une faible partie de cette énergie pénètre dans la structure qui reste habitable. 

La navette spatiale était quant à elle recouverte sur sa face inférieure d’un manteau de tuiles en céramique pour absorber la chaleur et la dissiper par rayonnement afin d’empêcher le réchauffement excessif du fuselage. Les dommages subis par ce bouclier thermique lors du lancement de la navette spatiale Columbia ont contribué à la destruction de celle-ci lors de sa rentrée dans l’atmosphère.

### Météoroïdes traversant l'atmosphère

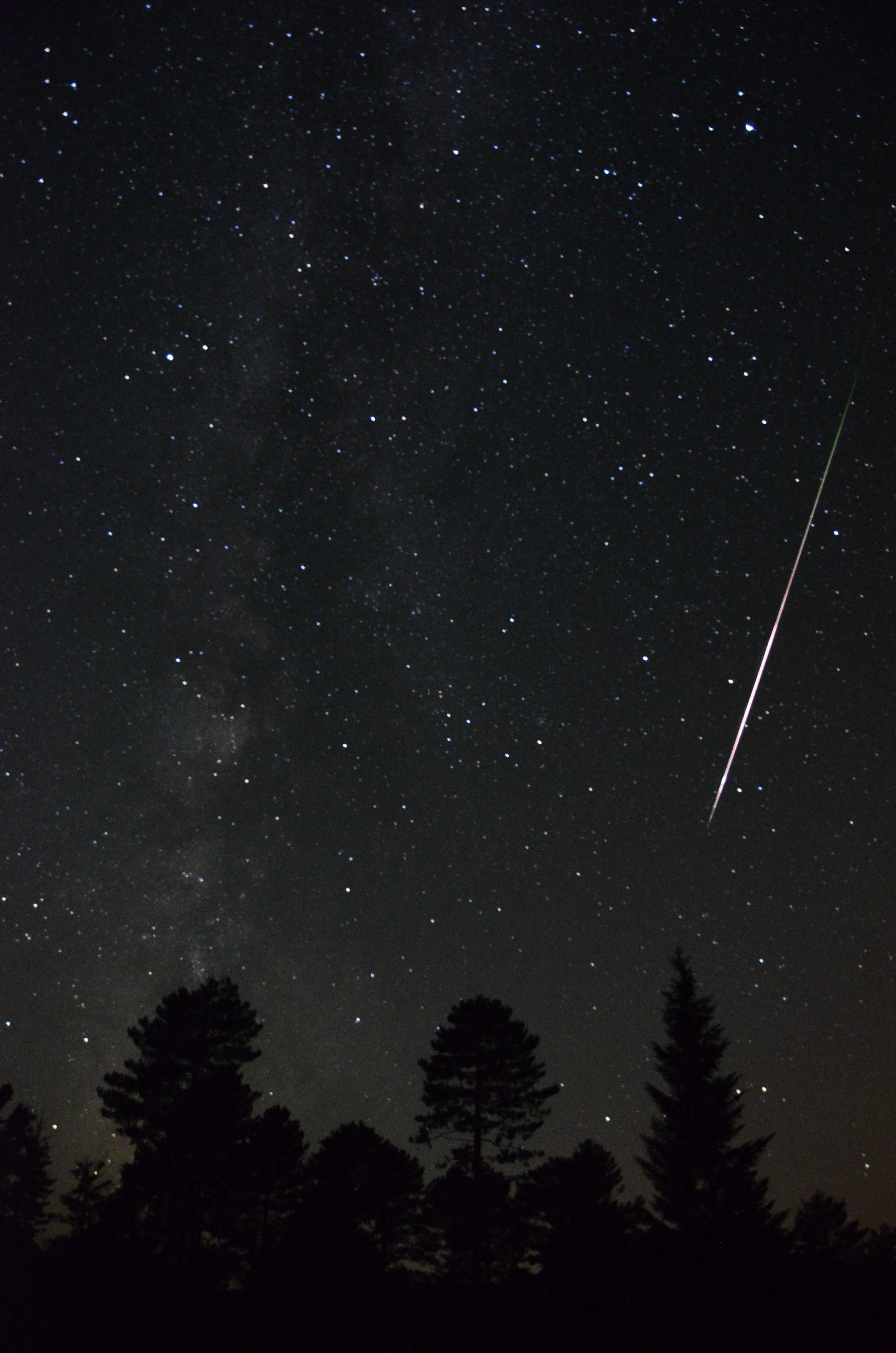
Étoile filante (météoroïde incandescent traversant l'atmosphère)

Les météoroïdes peuvent entrer dans l'atmosphère à des vitesses pouvant atteindre 260 000 km/h. L’échauffement aérodynamique subit par ces objets est tel qu’ils sont pour la plupart volatilisés ou fragmentés avant d’atteindre la surface de la Terre lorsque leur diamètre initial est inférieur à 25 m. Les spécialistes conviennent cependant qu'il est difficile de fixer une taille limite, la nature des matériaux constituant l'objet influant largement sur les phénomènes, et donc sur les chances qu'ils ont d'atteindre la surface de la Terre.

#### Picométéoroïdes (diamètre inférieur à 0,1 mm)
Ils sont ralentis lors de leur traversée de l'atmosphère, mais ne subissent pas d'échauffement aérodynamique. Ils évacuent en effet facilement la chaleur dégagée par le frottement grâce à leur rapport surface/volume élevé (grande surface par unité de volume) et ne s'échauffent donc quasiment pas lors de leur descente vers la surface.

#### Météoroïdes compris entre 0,1 et 50mm de diamètre
Ces objets sont suffisamment gros pour commencer à subir un échauffement aérodynamique à partir de 100 km d'altitude et sont le plus souvent complètement vaporisés (entre 100 et 30 km).

#### Météoroïdes compris entre quelques centimètres et quelques dizaines de mètres
Ils commencent eux aussi à subir l'échauffement aérodynamique vers 100 km, mais ne se vaporisent pas entièrement. Ils se fragmentent souvent vers 40-30 km. Les fragments les plus volumineux peuvent alors atteindre la surface de la Terre. Très ralentis, les fragments qui survivent jusqu'à la base de la stratosphère (15 km) pénètrent dans la troposphère à la vitesse de chute libre maximale (entre 200 et 400 km/h). À cette vitesse, il n'y a plus d'échauffement aérodynamique, malgré la densité élevée de l'air près de la surface. 

#### Météoroïdes de plus de quelques dizaines de mètres de diamètre
L'échauffement aérodynamique ne peut absorber une fraction suffisante de l'énergie cinétique d'un tel météoroïde pour le ralentir de manière appréciable. Le météoroïde s'échauffe donc durant toute sa descente, mais frappe la surface de la Terre à une vitesse quasiment identique sa vitesse initiale. Il est alors presque entièrement vaporisée lors du choc, qui produit un cratère.